# Собиратель душ (фильм, 1999)
«Собиратель душ» (англ. The Soul Collector) — телефильм 1999 года. Echo Bridge Home Entertainment выпустила «Собиратель душ» на DVD.

## Содержание
Зак (Брюс Гринвуд) является собирателем душ, ангелом, который собирает души и берет их до небес. Его посылают на землю, чтобы жить как человек в течение тридцати дней на ранчо, где содержат рогатый скот в Техасе. Там он влюбляется во владелицу ранчо Ребекку (Мелисса Гилберт), овдовевшую мать-одиночку, и он влияет на жизнь её сына и рабочих ранчо.